# John Owen (guvernör)
John Owen, född 1787 i Bladen County, North Carolina, död 9 oktober 1841 i Chatham County, North Carolina, var en amerikansk politiker. Han var North Carolinas guvernör 1828–1830.
Owen var son till Thomas Owen som hade deltagit i amerikanska revolutionen. Brodern James Owen var slavägare och en av broderns slavar var Omar Ibn Said som skrev den enda kända arabiskspråkiga självbiografin skriven av en slav i USA. John Owen hade suttit i båda kamrarna av delstatens lagstiftande församling innan han vann guvernörsvalet 1828. År 1830 beslutade han att lämna politiken efter två år som guvernör. Owen efterträdde James Iredell Jr. som guvernör och efterträddes av Montfort Stokes.
Owen hade tidigare varit demokrat men beslutade sig sedan att återvända till politiken som whig. Han var ordförande på Whigpartiets konvent inför presidentvalet i USA 1840 där han tackade nej till att ställa upp i valet som William Henry Harrisons vicepresidentkandidat. Owen avled redan 1841 och gravsattes i Pittsboro.